# Ropica pedongensis
Ropica pedongensis là một loài bọ cánh cứng trong họ Cerambycidae.